# پیتر کارلسون (بازیکن تنیس روی میز)
پیتر کارلسون (انگلیسی: Peter Karlsson؛ زادهٔ ۲۹ مهٔ ۱۹۶۹) یک بازیکن تنیس روی میز اهل سوئد است. 
وی در مسابقات کشوری و بین‌المللی در مجموع برنده ۵ مدال طلا، ۱ مدال نقره، ۱ مدال برنز شده‌است.